# Psittacopes lepidus
Psittacopes lepidus — викопний вид птахів, що існував в еоцені в Європі. Викопні рештки птаха виявленні у кар'єрі Мессель в Німеччині та Лондон Клей в Англії. Вважався представником папугоподібних, проте Геральд Майр зближує вид з вимерлою родиною горобцеподібних Zygodactylidae.